# 熊谷直彦

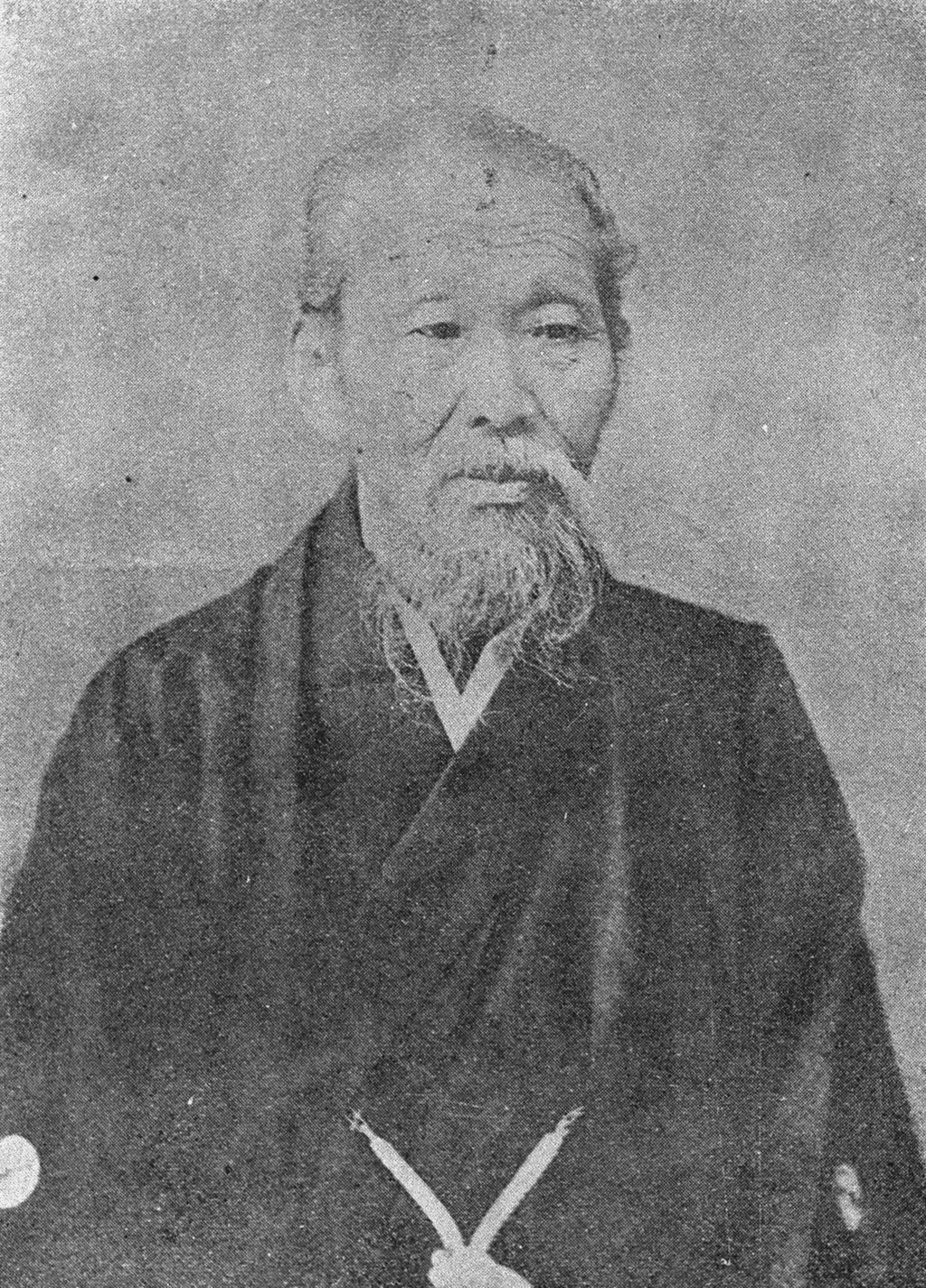
熊谷直彦肖像

熊谷 直彦（くまがい なおひこ、文政11年12月14日（1829年1月19日） - 大正2年（1913年）3月8日）は、日本の江戸時代末期から大正時代にかけての日本画家、芸州藩士。父は賀茂神社の神職・山本季金。幼名を藤太郎と言った。

## 生涯

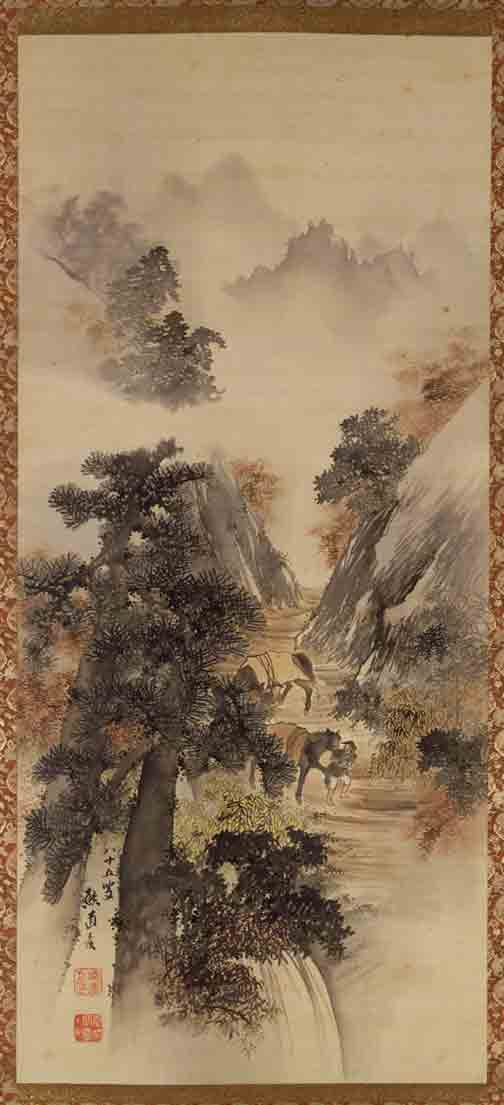
雨中秋山図 東京国立博物館蔵 1912年（明治45年）

京都出身。1841年（天保12年）の時、四条派の有力な画家であった岡本茂彦に入門、名を季彦、のち直彦と改める。茂彦の死後は独学で日本画の技術を磨いた。1844年（弘化元年）に、芸州藩京都詰衣文方であった熊谷左門の養子となって、熊谷直彦と名を改めた。
幕末になると芸州藩士として国事に打ち込むようになり、尊皇攘夷論者として活動した。芸州藩執政・関忠親（蔵人）との関わりもあり、1862年（文久2年）5月に広島に入り、関の側近となった。同年8月には、野村帯刀に従って上京した。後に京都留守居役にも任じられた。
明治維新が成就、版籍奉還が行われた後は、広島藩大属となった。その後東京に出て、積極的に絵画の道を再び歩み活躍、諸国を遊歴して山水景勝を自家薬籠中の物とした。1884年（明治17年）第2回内国絵画共進会に「大江山」「鯛」を出品し銅賞を受ける。また、明治宮殿造営に際し、杉戸絵を手がける。1893年（明治26年）のシカゴ万国博覧会に「雨中山水」、1900年（明治33年）パリ万国博覧会でも同名の作品を出品。1898年（明治31年）旧主浅野候から厳島神社に奉納された「滄海日出」「山頭初月」を制作。日本美術協会で活躍し、1903年（明治36年）日本美術協会秋季展で特別賞状を受賞。それらの功績を認められ、1904年（明治37年）4月16日に帝室技芸員となった。東宮御所の新築に際しては杉戸の絵を描いた。
1913年（大正2年）没。墓所は豊島区駒込の染井霊園。山水・人物画を得意とし、養父との関係から衣冠束帯、有職故実に通じていた。

## 作品
| 作品名         | 技法         | 形状・員数     | 寸法（縦x横cm）  | 所有者         | 年代               | 落款・印章 | 備考                   |
| -------------- | ------------ | -------------- | ---------------- | -------------- | ------------------ | ---------- | ---------------------- |
| 雨中山水       | 紙本墨画     | 1幅            | 149.6x81.3       | 東京国立博物館 | 1893年（明治26年） |            | シカゴ万国博覧会出品作 |
| 月下狸図       | 絹本墨画淡彩 | 1幅            | 162.0x71.2       | ボストン美術館 | 19世紀             |            |                        |
| 雨中秋山       | 絹本淡彩     | 1幅            | 157.5x71.2       | 東京国立博物館 | 1912年（明治45年） |            |                        |
| 十二ヶ月山水図 | 絹本著色     | 六曲一双押絵貼 | 128.5×49.5（各） | 広島県立美術館 |                    |            |                        |